# 이정택
이정택(李政宅, 1998년 5월 23일 ~ )은 대한민국의 축구 선수로, 포지션은 센터백, 오른쪽 풀백, 수비형 미드필더이다. 현재 대전 하나 시티즌에서 김천 상무로 군 복무 하고있다.